# Giovanni Pantaleoni
Giovanni Pantaleoni (Cupramontana, 16 marzo 1978) è un ex giocatore di baseball italiano.

## Carriera
Pantaleoni ha iniziato la carriera nella natìa Cupramontana, che grazie anche al suo contributo ha ottenuto un doppio salto di categoria dalla Serie C1 alla A2 tra il 1994 e il 1995. Nel 1998 e 1999 ha giocato nella massima serie con Caserta.
Si è poi trasferito al Rimini Baseball nel 2000, rimanendo in riva all'Adriatico per un totale di quattro stagioni, conquistando due scudetti e due Coppe Italia. A 26 anni passa alla Fortitudo Baseball Bologna, squadra con cui vince altri due titoli nazionali e due coppe. Nel 2010 viene ingaggiato dal San Marino Baseball, formazione che vince altri due campionati italiani durante la sua permanenza oltre alla conquista dell'European Cup in campo continentale.
L'esordio in Nazionale risale invece al 2001, quando giocò da titolare gli Europei di quell'anno nel ruolo di seconda base. Tre anni più tardi ha partecipato alla spedizione azzurra alle Olimpiadi di Atene.
Nel gennaio 2015 ha annunciato il ritiro, accettando un ruolo all'interno dell'IBAF.

## Palmarès

### Club
- Campionati italiani: 7

Rimini: 2000, 2002
Bologna: 2005, 2009
San Marino: 2011, 2012, 2013
- Coppa Italia: 4

Rimini: 2001, 2002
Bologna: 2005, 2008
- European Cup: 2

San Marino: 2011, 2014

### Nazionale
- Campionati europei: 1

Italia: 2012